# César Miguel Comes
César Miguel Comes (n. Lules, Tucumán; 29 de septiembre de 1925), militar argentino, perteneciente a la Fuerza Aérea, que alcanzó el rango de brigadier y participó de la dictadura autodenominada «Proceso de Reorganización Nacional».

## Biografía
Nació en Lules, provincia de Tucumán, el 29 de septiembre de 1925.
Con el rango de comodoro, fue agregado aeronáutico en la Embajada de Argentina en Uruguay.
Con en rango de brigadier, fue jefe de la VII Brigada Aérea en 1977. Posteriormente, el 11 de abril de 1979, fue designado titular de la Dirección Nacional del Antártico, por un período hasta el 31 de diciembre de 1980.
Fue beneficiado por la Ley de Punto Final de 1986.
El 16 de julio de 2015 fue condenado a 25 años de prisión en el juicio por delitos de lesa humanidad cometidos en el centro clandestino de detención «Mansión Seré».